# Hawker Siddeley Trident
El Hawker Siddeley Trident («tridente» en inglés) fue un avión de pasajeros británico, de corto/medio alcance, diseñado por De Havilland en la década de 1950 (como DH.121) y construido por Hawker Siddeley en 1960 (como HS.121). Fue el primer avión de pasajeros trirreactor del mundo en entrar en servicio. Diseñado a requerimiento de BEA, tuvo poco atractivo para otras compañías aéreas y se vendió poco, produciéndose en total 117 aparatos. Fue un avión importante en Europa, pero sus altos costes operativos le abocaron a una corta vida en servicio. La sucesora de BEA, British Airways, prefirió reemplazar sus Trident por 727 y 737 a principios de la década de 1980. El Trident permaneció en servicio en China hasta mediados de los 90. Este avión destaca por haber sido el primer avión de pasajeros en haber realizado aproximaciones y aterrizajes totalmente automáticos en servicio comercial.

## Diseño y desarrollo

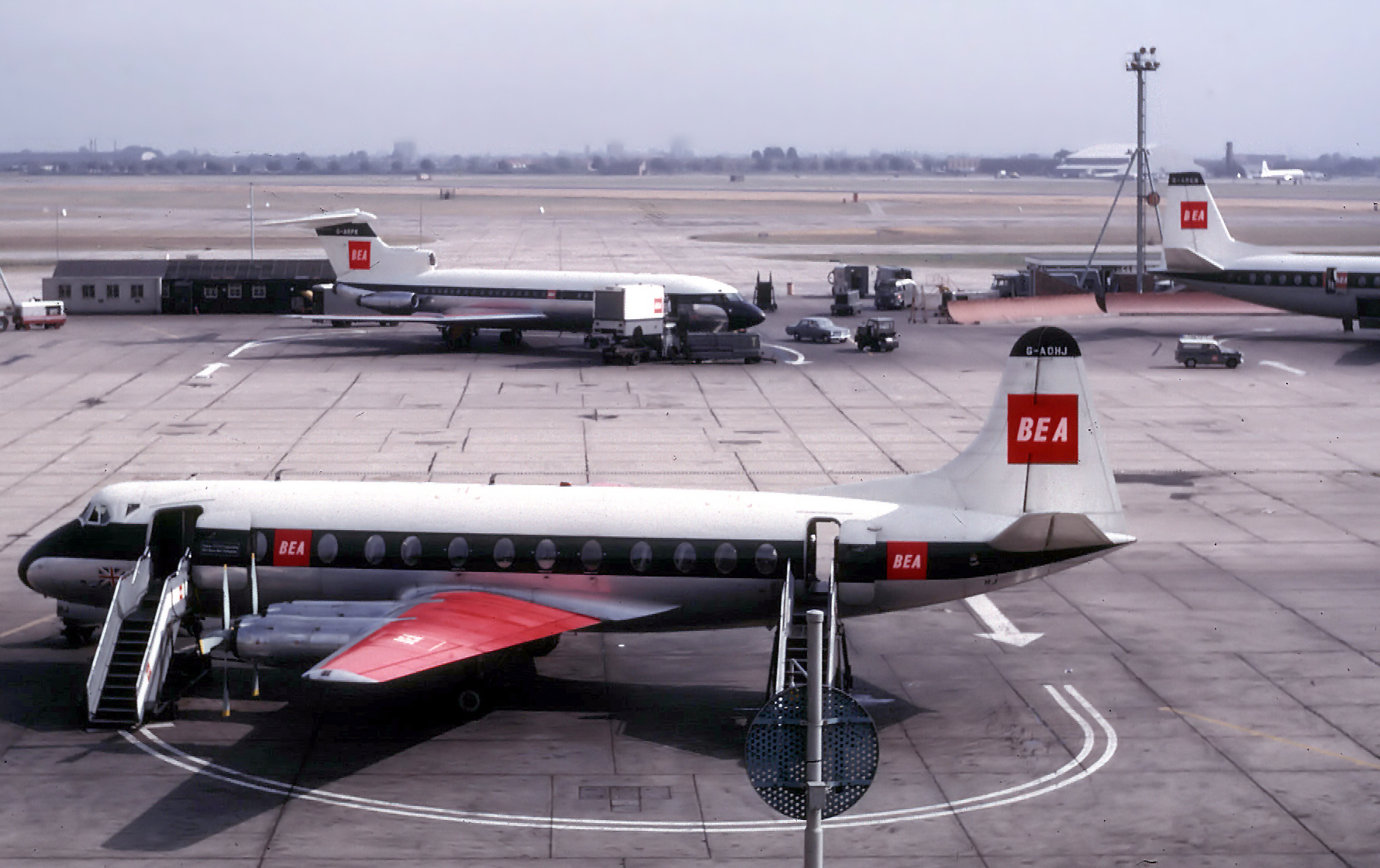
Hawker Siddeley Trident de BEA en el aeropuerto de Heathrow en 1964 (al fondo). Delante, un Vickers Viscount de BEA y a la derecha un Vickers Vanguard, también de BEA.

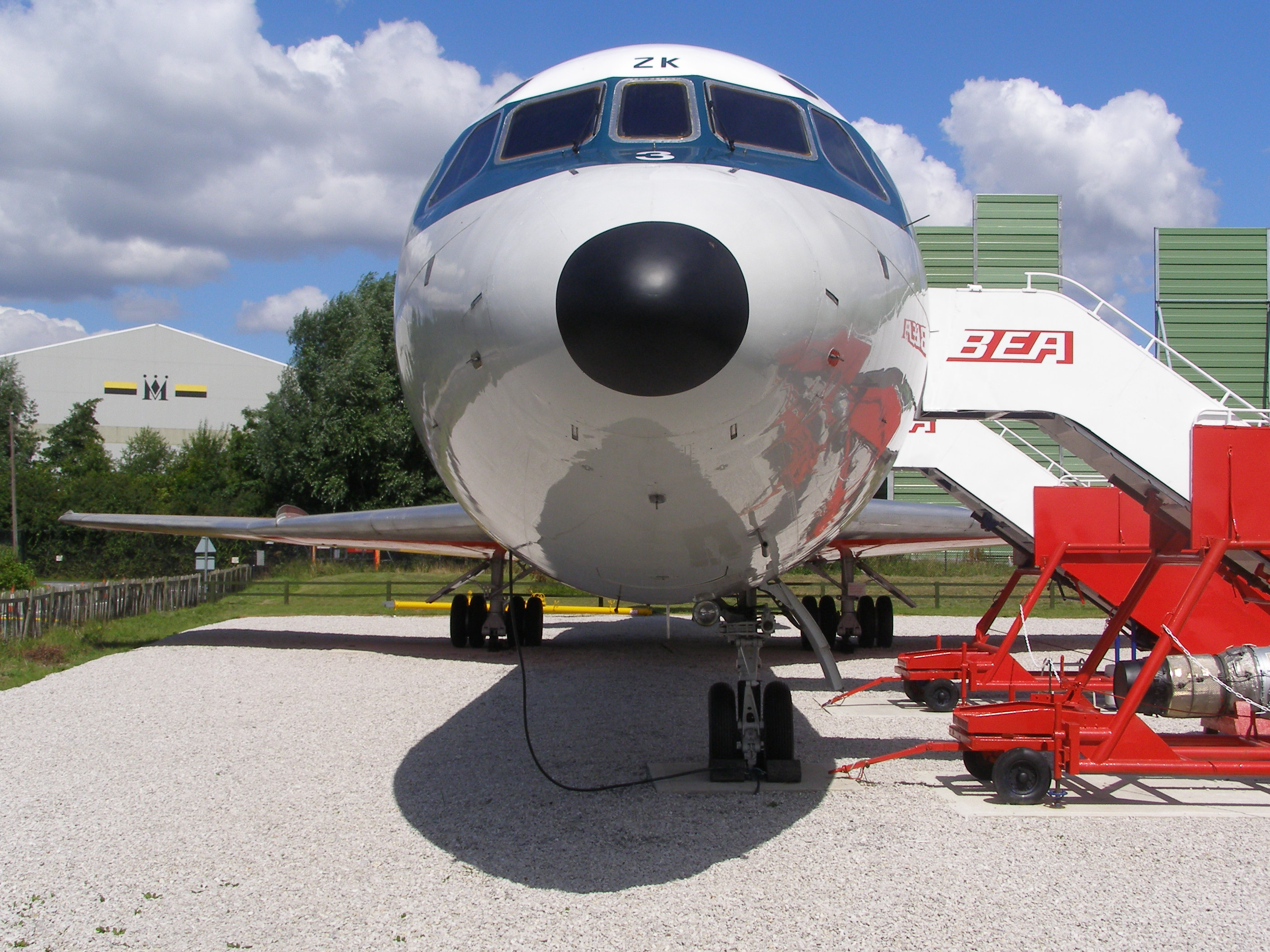
Tren de morro asimétrico, visible en el Trident conservado G-AWZK.

En julio de 1956, BEA ofreció un contrato por un nuevo reactor de medio alcance que sustituyese al turbohélice Viscount en sus rutas europeas más largas. El nuevo avión serviría junto con otro diseño de menor tamaño de corto alcance, que finalmente acabaría siendo el One-Eleven. Se propusieron varios diseños para el avión de mayor alcance, entre ellos el Bristol 200, el Avro 740, el Vickers VC.11 y el De Havilland DH.121. Este último resultó vencedor en 1958.
El DH.121 fue el primer diseño de trimotor a reacción, configuración que, en idea de sus proyectistas, ofrecía un compromiso entre economía del vuelo de crucero y seguridad en el despegue, en caso de fallo de un motor. El diseño incluía una cola cruciforme similar a la del Caravelle. Con todos los motores agrupados atrás, también como en el Caravelle, el ala quedaba libre de ellos y por tanto podía diseñarse para crucero a altas velocidades (el objetivo era más de 965 km/h). También poseía un tren de morro muy característico, desplazado del plano de simetría longitudinal del avión y de retracción lateral. Estaba previsto propulsarlo con tres reactores Rolls-Royce Medway de 61,34 kN de empuje, con un peso máximo de 63 000 kg, un alcance de 3330 km y capacidad para 111 pasajeros en cabina de dos clases.
En este momento, BEA decidió que un avión de 111 plazas era demasiado grande para sus rutas, de forma que intentó ajustar "su" avión a sus propias necesidades. El resultado fue una disminución del avión, propulsado ahora por los Rolls-Royce Spey 505 (43,8 kN de empuje), mucho menores; con un peso máximo de 48 000 kg, un alcance de 1500 km y 97 asientos de pasajeros. En esta versión se añadió la cola en T, que conservaría en lo sucesivo, así como un morro nuevo. Ambas características alteraban mucho su apariencia de la original, similar al Comet. Pero BEA estaba más satisfecha con este diseño menor (ya llamado Trident 1 después que la propia compañía organizase un concurso de nombres) y encargó 24 ejemplares el 12 de agosto de 1959.
El Trident fue el primer avión de pasajeros en llevar un registrador de datos de vuelo, que recababa 13 variables, las convertía a formato digital y las almacenaba en una cinta magnética para su análisis en tierra. También fue el primer avión de pasajeros dotado de un sistema de aterrizaje automático sin visibilidad, el "Autoflare", desarrollado por Hawker Siddeley y Smiths Aircraft Instruments.

## Historia operacional

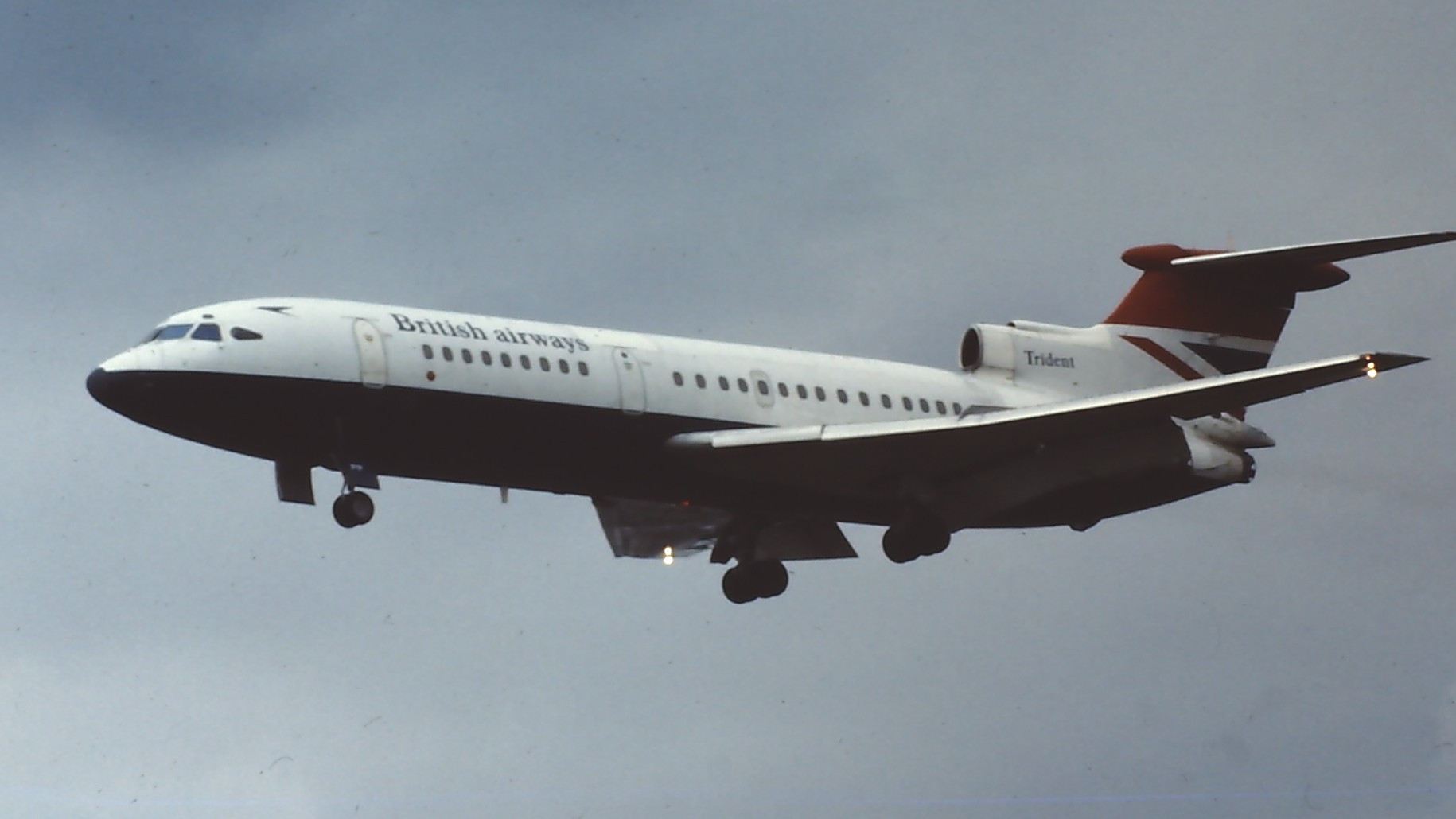
Hawker Siddeley Trident de British Airways.

Hawker Siddeley Aviation, para entonces ya la matriz de De Havilland, necesitaba más clientes para el Trident, por lo que entró en negociaciones con American Airlines en 1960. Aunque el diseño DH.121 original hubiera cumplido casi totalmente los requisitos de American, ésta pedía un avión con mayor alcance. Se inició el diseño de un nuevo Trident, el 1A, con motores Rolls-Royce Spey 510 de mayor empuje (47,6 kN) y un ala más grande con mayor capacidad de combustible, elevándose el peso máximo a 54 000 kg y el alcance a 2900 km. Finalmente, American rechazó el avión para adquirir el 727, que cumplía casi a la perfección las especificaciones originales del DH.121.
A pesar de todo, algunos de los cambios se aplicaron al prototipo original, que pasó a llamarse Trident 1C. La diferencia principal era un depósito de combustible mayor en la sección central del ala, y peso y alcance aumentados a 52 000 kg y 2250 km respectivamente. El primer Trident 1, matriculado G-ARPA, efectuó su primer vuelo el 9 de enero de 1962, y entró en servicio el 1 de abril de 1964. Para 1965 había 15 Trident en la flota de BEA, y en marzo de 1966 el número había ascendido a 21. El Trident realizó el primer aterrizaje automático sin visibilidad (por niebla) de un avión de pasajeros el 4 de noviembre de 1966, siendo pionero en efectuar aterrizajes con niebla, que hasta entonces habían causado numerosos desvíos y cancelaciones de vuelos en el aeropuerto de Heathrow.
Seguidamente, Hawker Siddeley propuso una versión mejorada del 1C, el Trident 1E. Estaría propulsado por el Rolls-Royce Spey 511 (de 50,7 kN de empuje), tendría un peso máximo de 58 000 kg, mayor superficie alar por haber aumentado la cuerda del ala, y el mismo fuselaje, pero con capacidad de hasta 140 pasajeros, con seis asientos por fila. Esta especificación acercaba al 1C al diseño original DH.121, pero con 31 kN menos de empuje.
El Trident era uno de los aviones subsónicos de pasajeros más veloces, superando habitualmente los 965 km/h en crucero. Inicialmente, el mach de crucero estándar era Mach 0,88 (380 nudos de velocidad aerodinámica indicada), probablemente el mayor de los aviones contemporáneos. El ala, diseñada para altas velocidades, sustentaba poco a baja velocidad y esto, combinado con la poca potencia de los motores, alargaba en exceso las carreras de despegue. Se le adjudicó al avión el mote de "ground gripper" (aprox. "agarrasuelos") por la manera en la que se pegaba a la pista, y se contaba en broma que si el Trident despegaba era gracias a la curvatura de la Tierra. De este nuevo diseño hubo pocas ventas: tres para Kuwait Airways y para Iraqi Airways, cuatro para PIA (después revendidos a la AACC), dos para Channel Airways y Northeast Airlines, y uno para Air Ceylon.
A continuación, BEA decidió que ahora el Trident no llegaba lo suficientemente lejos para sus rutas, siempre en expansión, y que por ello hacía falta una versión de aún más alcance. Hawker Siddeley respondió con otra mejora, el Trident 1F. Poseería motores Spey 511, un fuselaje 2,8 m más largo, peso máximo de 60 000 kg y hasta 128 asientos en la disposición original de cinco asientos por fila. Los planes de BEA eran comprar 10 1F, con opción a otros 14. A medida que se trabajaba en el 1F, los cambios eran tantos que se le renombró Trident 2E, la "E" por "Extended Range". Propulsado ahora por los nuevos Rolls-Royce Spey 512 de 53,1 kN, también reemplazó los flaps de borde de ataque por slats, y aumentó la envergadura con puntas de ala de forma establecida por las investigaciones de Dietrich Küchemann y Erich von Holst. Su peso máximo era de 65 000 kg y su alcance de 3200 km. BEA compró 15, Cyprus Airways 2 y 33 la AACC. El primer vuelo de esta versión se produjo el 27 de julio de 1967 y entró en servicio con BEA en abril de 1968.
A estas alturas, la flota de Trident se estaba convirtiendo en la columna vertebral de BEA, que quería un avión aún más grande. Hawker Siddeley ofreció dos nuevos diseños en 1965: un bimotor más grande de 158 asientos, por lo demás bastante parecido al Trident, el HS.132; y el trimotor de 185 plazas, HS.134, que pasaba los motores bajo las alas, consiguiendo un diseño de aspecto moderno muy parecido al 757. Ambos iban a ser propulsados por un nuevo turbofán de alta relación de derivación entonces en desarrollo, el Rolls-Royce RB178. BEA optó en su lugar por Boeing 727 y 737 para sustituir a los Trident y BAC 1-11, pero esto fue posteriormente vetado por el gobierno británico, propietario de BEA.
BEA, entonces, volvió a Hawker Siddeley, pero eligió una versión alargada del Trident básico, el HS.121 o Trident 3. Éste incluía una nueva sección del fuselaje de longitud 5 m, aumentando la capacidad de pasajeros a 180 y el peso máximo a 65 000 kg; también se aumentó la cuerda del ala. Pero los motores siguieron siendo los mismos, y BEA rechazó el diseño alegando falta de capacidad para despegues en condiciones "hot and high" (aeropuertos de clima cálido y gran altura), conociendo ya las numerosas dificultades del 2E en este aspecto. Como el Spey 512 era el último modelo de la serie Spey, iba a ser complicado añadir más potencia. En lugar de intentar instalar otro motor distinto, Hawker Siddeley añadió en la cola un turborreactor muy pequeño, el RB162, alimentado por toma de aire propia tras dos compuertas móviles. Este motor proporcionaba un 15 % más de empuje en despegue, añadiendo sólo un 5 % más de peso, y se usaría sólo cuando fuera necesario. BEA aceptó esta solución un tanto extraña con el nombre Trident 3B, encargando 26 ejemplares. En algunas configuraciones de cabina de BEA (y más tarde de British Airways) había algunos asientos orientados contra el sentido de la marcha, algo poco frecuente en aviones de pasajeros. El primer vuelo se produjo el 11 de diciembre de 1969 y el avión entró en servicio el 1 de abril de 1971. Dos Super Trident 3B, con mayor capacidad de combustible, se vendieron a la AACC.
Una característica destacada del Trident era el sistema automático de aterrizaje sin visibilidad. Esto permitía al avión aterrizar en condiciones en las que otros modelos tenían que desviarse a aeropuertos alternativos. También tenía la insólita capacidad de usar la reversa en vuelo. Esto estaba limitado a los dos motores instalados “fuera", y el procedimiento normal de aterrizaje era bajar los mandos de gases en la recogida y abrir los deflectores inmediatamente con los mandos de reversa en ralentí. Al arbitrio del piloto, se podía seleccionar entonces hasta potencia máxima en reversa antes de la toma en tierra. Esta solución era particularmente adecuda en pistas húmedas o deslizantes, dando como resultado una toma en tierra firme pero bien controlada, reduciendo con ella las probabilidades de sufrir hidroplaneo y dando como resultado una carrera de aterrizaje muy corta. Esto compensaba las capacidades más bien deficientes de frenado de los grupos dobles de ruedas del tren principal.
El uso de reversa hasta 10 000 rpm estaba también permitido en otras situaciones que la recogida, básicamente para realizar descensos de emergencia. Para velocidades indicadas menores de 280 nudos (518 km/h) también se permitía extender el tren de aterrizaje principal (pero no el de morro) como aerofreno de emergencia. Cuando se usaban todos estos medios de frenado: reversa, aerofrenos convencionales y tren de aterrizaje principal, se podía conseguir un régimen excepcional de descenso de emergencia: aprox. 10 000 pies (3048 metros) por minuto. Sin embargo, se restringió el uso de esta característica al comprobar que las tripulaciones la usaban con mayor frecuencia de lo previsto por el fabricante.
Otra característica avanzada para la época era una pantalla en el panel central de instrumentos de la cabina de vuelo, en la que se proyectaba un mapa móvil. Este sistema electromecánico incluía una aguja que indicaba la posición del avión sobre un rollo de papel accionado por un motor. La posición se obtenía de un sistema de navegación doppler, que proporcionaba velocidad respecto a tierra y deriva; estos datos, combinados con el de rumbo, permitían a los motores mover la aguja (posición lateral) y el rollo de papel (ruta).
En 1977 se descubrieron grietas originadas por fatiga en las alas de los Trident 1, 2 y 3 de British Airways. Devueltos al fabricante, fueron reparados y volvieron al servicio.
En total, se produjeron solamente 117 Trident; en contraste, del Boeing 727 se vendieron más de 1700 ejemplares.
El comienzo del fin del Trident se produjo a principios de la década de 1980, desde que la OACI comenzó a redactar reglamentos sobre ruido que exigirían que los aviones de pasajeros de primera y segunda generación instalaran kits de silenciamiento en los motores. Estas reglamentaciones entrarían en vigor el 1 de enero de 1986. British Airways, el principal operador del modelo, consideró que los reacondicionamientos requeridos no eran viables y en su lugar optó por eliminar el Trident de su flota en 1985. Los viajes del Trident en China finalizaron en 1995, lo que marca su retirada permanente del servicio.

## Variantes
Trident 1C
Primera versión para BEA, 24 construidos.
Trident 1E
Versión con mayor capacidad de pasajeros, 15 construidos.
Trident 2E
Versión con sistema de aterrizaje automático de tres canales ("triplex"), 50 construidos.
Trident 3B
Versión de alta capacidad y corto alcance del 1E, alargado 5 metros, 26 construidos.
Super Trident 3B
Versión con alcance aumentado, dos construidos.
Fuente: Jane's Encyclopedia of Aviation (en inglés), ISBN 1-85170-342-1

## Operadores

### Civiles
China
- Administración de Aviación Civil China (AACC)
- China United Airlines

 Chipre
- Cyprus Airways

 Irak
- Iraqi Airways (3)[6]

 Kuwait
- Kuwait Airways

 Pakistán
- Pakistan International Airlines (4)[7]

 Reino Unido
- Northeast Airlines
- British Airways
- British European Airways
- Channel Airways

 Sri Lanka
- Air Ceylon

 Zaire 
- Air Charter Service

### Militares
China
- Fuerza Aérea del Ejército Popular de Liberación

 Pakistán
- Fuerza Aérea Pakistaní

## Supervivientes
- Reino Unido: se conservan tres Trident completos, procedentes de la flota de BEA/British Airways: un 2E, G-AVFB, en el Imperial War Museum, sede de Duxford, cerca de Cambridge; un 3B, G-AWZM, en el Museo de la Ciencia de Swindon en Wroughton (Wiltshire); y otro 3B, G-AWZK, en el aeropuerto de Mánchester. El interior de este último puede visitarse todos los fines de semana de abril a octubre, pagando una entrada.

Además, existen cabinas de vuelo sueltas y secciones delanteras del fuselaje tanto en museos como en colecciones privadas; y un motor Spey procedente de un Trident se muestra en el Museo del Vuelo de Escocia.
- Chipre: hay un Trident abandonado en el aeropuerto de Nicosia, desde que éste dejó de operar en 1974 por la invasión turca.

- China: hay aviones completos y secciones de fuselaje conservados, almacenados o usados para entrenamiento de bomberos de aeropuerto (tres células, una de ellas quebrada, pueden verse en el museo aeroespacial de Pekín).

## Accidentes
- El 13 de septiembre de 1971, un Trident 1E del Ejército Popular de Liberación se estrelló en Mongolia en extrañas circunstancias, cuando Lin Biao y su familia intentaban desertar a la URSS. Según la versión oficial china, al avión se le agotó el combustible.
- El 18 de junio de 1972, el vuelo 548 de British European Airways, un Trident 1C, G-ARPI, entró en pérdida y se estrelló cerca de Staines, poco después de despegar del aeropuerto de Heathrow. La tripulación y todos los pasajeros fallecieron. En su día fue el mayor desastre de la aviación civil británica.
- El 10 de septiembre de 1976, un Trident 3B de British Airways, G-AWZT, colisionó en vuelo sobre Yugoslavia con un DC-9 de Inex-Adria Aviopromet, YU-AJR. Todos los que iban a bordo de ambos aparatos murieron. Se atribuyó el accidente a un error de los servicios de control del tráfico aéreo.
- El 14 de marzo de 1979, un Trident 2E de la AACC, B-274, se estrelló en una fábrica cerca de Pekín, muriendo al menos 200 personas. De acuerdo con otra fuente, el accidente se debió a que un piloto sin licencia “robó” el avión para volar con él. Según esta versión, los muertos serían la tripulación completa de 12 personas y 32 personas en tierra, pero ningún pasajero.
- El 26 de abril de 1982, un Trident 2E, B-266, operando el vuelo 3303 de la AACC, se estrelló contra una montaña cerca de Yangshuo, China, muriendo las 112 personas que iban a bordo.
- El 31 de agosto de 1988, el flap exterior derecho de un Trident 2B de la AACC impactó con las luces de aproximación de la pista 31 del aeropuerto de Hong Kong-Kai Tak, en un aterrizaje con niebla y lluvia. Después, la pata derecha del tren de aterrizaje principal chocó contra el suelo y se destruyó, causando que el avión se saliese de la pista y cayera en el puerto. Hubo siete muertos.

## Especificaciones
| Dato                              | Trident 1C                                      | Trident 1E                                        | Trident 2E                                         | Trident 3B                                                                                    |
| --------------------------------- | ----------------------------------------------- | ------------------------------------------------- | -------------------------------------------------- | --------------------------------------------------------------------------------------------- |
| Ejemplares construidos            | 24                                              | 15                                                | 50                                                 | 28                                                                                            |
| Envergadura                       | 27,38 m                                         | 28,96 m                                           | 29,87 m                                            | 29,87 m                                                                                       |
| Longitud                          | 34,98 m                                         | 34,98 m                                           | 34,98 m                                            | 39,98 m                                                                                       |
| Altura                            | 8,23 m                                          | 8,23 m                                            | 8,23 m                                             | 8,80 m                                                                                        |
| Superficie alar                   | 126,20m²                                        | 134,30 m²                                         | 135,82 m²                                          | 138,70 m²                                                                                     |
| Flecha                            | 35,0°                                           | 35,0°                                             | 35,0°                                              | 35,0°                                                                                         |
| Alargamiento                      | 5,94                                            | 6,24                                              | 6,57                                               | 6,43                                                                                          |
| Peso en vacío                     | 30 595 kg                                       | 30 595 kg                                         | 33 203 kg                                          | 33 203 kg                                                                                     |
| Peso máximo en despegue           | 52 160 kg                                       | 58 000 kg                                         | 63 500 kg                                          | 68 039 kg                                                                                     |
| Capacidad máxima de pasajeros     | 103                                             | 128                                               | 128                                                | 180                                                                                           |
| Tripulación en cabina de pilotaje | 3                                               | 3                                                 | 3                                                  | 3                                                                                             |
| Velocidad de crucero              | 959 km/h                                        | 926 km/h                                          | 959 km/h                                           | 935 km/h                                                                                      |
| Alcance máximo                    | 4602 km                                         | 3611 km                                           | 4148 km                                            | 2750 km                                                                                       |
| Techo de vuelo                    | 8992 m                                          | 8992 m                                            | 8992 m                                             | 8992 m                                                                                        |
| Motores                           | 3x Rolls Royce Spey 505-5 de 9850 lbf (43,8 kN) | 3x Rolls Royce Spey 511-5 de 11 400 lbf (50,7 kN) | 3x Rolls Royce Spey 512-5W de 11 930 lbf (53,1 kN) | 3x Rolls Royce Spey 512-5W de 11 930 lbf (53,1 kN) 1x Rolls-Royce RB162 de 5250 lbf (23,4 kN) |

Fuente (en alemán): Günter Endres, William Green, Gordon Swanborough - Das große Buch der Passagierflugzeuge, Motorbuch Stuttgart 2000, ISBN 3-7276-7129-7)

## Aeronaves relacionadas

### Aeronaves similares
- Boeing 727
- McDonnell Douglas DC-9
- Tupolev Tu-154

### Secuencias de designación
- Secuencia DH._ (interna de De Havilland): ← DH.118 - DH.119 - DH.120 - DH.121 - DH.122 - DH.123 - DH.124 - DH.125 →